# Ягоднинский сельсовет (Альменевский район)
Я́годнинский сельсове́т — упразднённые административно-территориальная единица и муниципальное образование со статусом сельского поселения в Альменевском районе Курганской области.
Административный центр — село Ягодное.
Законом Курганской области от 29.06.2021 № 72 к 9 июля 2021 года сельсовет упразднён в связи с преобразованием муниципального района в муниципальный округ.

## География
Площадь сельсовета 345,56 км², в том числе площадь населенных пунктов 39,47 км², земли лесного фонда 75,16 км².

## История
Ягоднинский сельсовет образован 12 мая 1965 года в Альменевском районе Курганской области. Решением Курганского облисполкома № 197 от 12 мая 1965 года село Ягодное и деревня Вишняково перечислены из Парамоновского сельсовета в состав Ягоднинского сельсовета, деревня Солнечная — из Альменевского сельсовета.
Законом Курганской области от 25 октября 2017 года N 93, в состав Ягоднинского сельсовета были включены два села двух упразднённых Чистовского и Рыбновского сельсоветов (соответственно сёла Чистое и Рыбное).

## Население
| 1989 | 2002 | 2004 | 2010 | 2012 | 2013 | 2014 |
| ---- | ---- | ---- | ---- | ---- | ---- | ---- |
| 1112 | ↘918 | ↘886 | ↘538 | ↘477 | ↘422 | ↘409 |
| 2015 | 2016 | 2017 | 2018 | 2019 | 2020 |      |
| ↘381 | ↘346 | ↘343 | ↘321 | ↗630 | ↘597 |      |

## Состав сельского поселения
| № | Населённый пункт | Тип населённого пункта       | Население |
| - | ---------------- | ---------------------------- | --------- |
| 1 | Вишняково        | деревня                      | ↘203      |
| 2 | Рыбное           | село                         | ↘102      |
| 3 | Солнечная        | деревня                      | ↘61       |
| 4 | Чистое           | село                         | ↗254      |
| 5 | Ягодное          | село, административный центр | ↘274      |

## Местное самоуправление
Глава Ягодинского сельсовета
- До 20 сентября 2013 года — Жернова Наталья Ивановна.
- С 20 сентября 2013 года — Омегов Василий Васильевич.

Администрация располагается по адресу: 641137, Курганская область, Альменевский район, с. Ягодное, ул. Совхозная, 14.